# Wiro J. Niessen
Wiro Joep Niessen is een Nederlandse wetenschapper op het gebied van biomedische beeldanalyse en machine learning. Tot 2023 was Niessen hoogleraar aan zowel het Erasmus MC, het Universitair Medisch Centrum Rotterdam als de Technische Universiteit Delft. Sinds 1 februari 2023 is hij decaan van de Faculteit Medische Wetenschappen van de Rijksuniversiteit Groningen en lid van de raad van bestuur van het UMC Groningen. Hij is oprichter en wetenschappelijk leider van Quantib, een AI-bedrijf in medische beeldvorming. In 2015 ontving hij de Simon Stevin Meesterprijs van de Nederlandse Organisatie voor Wetenschappelijk Onderzoek. Van 2016 tot 2019 was hij voorzitter van de Medical Image Computing and Computer Assisted Interventions Society. In 2017 werd hij verkozen tot lid van de Koninklijke Academie van Wetenschappen. 

## Carrière
Wiro Niessen werd geboren in Geldrop, op 15 november 1969. Hij behaalde een masterdiploma in natuurkunde in 1993, en later een doctoraat in medische beeldvorming aan de Universiteit Utrecht in 1997. Een deel van zijn MSc vond plaats aan de Universiteit van Wisconsin, een deel van zijn promotieonderzoek aan de Yale-universiteit. Van 1997 tot 2004 was hij postdoctoraal onderzoeker, universitair docent en universitair hoofddocent bij het Image Science Institute van het Universitair Medisch Centrum Utrecht. In 2005 werd hij benoemd tot hoogleraar biomedische beeldverwerking op de afdelingen radiologie en medische informatica van het Erasmus Universitair Medisch Centrum. Zijn onderzoeksfocus omvat computervisie, biomedische beeldanalyse en computerondersteunde interventies. Datzelfde jaar werd hij tevens benoemd tot hoogleraar aan de Technische Universiteit Delft, faculteit Technische Natuurwetenschappen.
In februari 2023 werd Niessen benoemd tot decaan van de Faculteit Medische Wetenschappen van de Rijksuniversiteit Groningen en lid van de raad van bestuur van het UMC Groningen.

## Uitgelichte publicaties
- Poels, Mariëlle MF, et al. "Hersenmicrobloedingen worden geassocieerd met een slechtere cognitieve functie: de Rotterdam Scan Study." Neurologie 78.5 (2012): 326-333.
- Vernooij, MW, et al. "Prevalentie en risicofactoren van hersenmicrobloedingen: de Rotterdam Scan Study." Neurologie 70.14 (2008): 1208–1214.
- Frangi, Alejandro F., et al. "Automatische constructie van driedimensionale statistische vormmodellen met meerdere objecten: toepassing op cardiale modellering." IEEE-transacties over medische beeldvorming 21.9 (2002): 1151–1166.
- Frangi, Alejandro F., et al. "Multiscale filtering van schepen." Internationale conferentie over medische beeldverwerking en computerondersteunde interventie. Springer, Berlijn, Heidelberg, 1998.